# 다윈코개구리

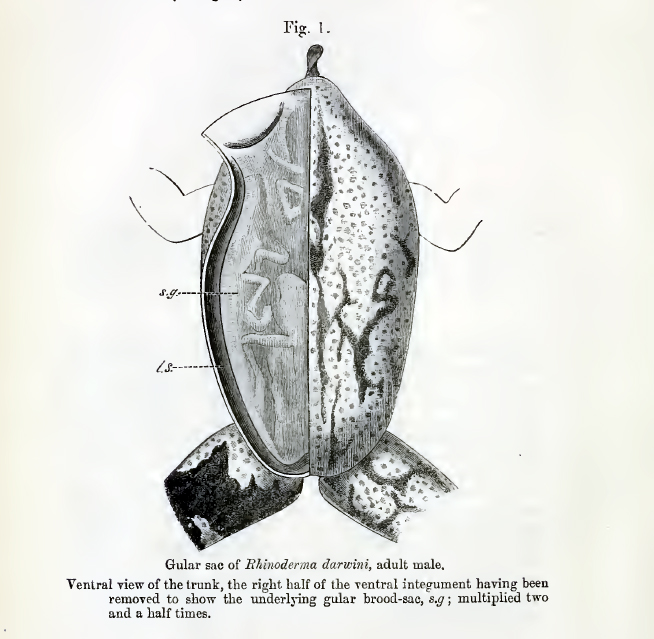

다윈코개구리는 개구리목 코개구리과의 양서류이다.

## 특징
다윈코개구리의 몸색깔은 갈색 또는 녹색이고 주둥이 길이는 2.2~3.1cm이다. 사지는 상대적으로 길고 가늘다. 앞다리는 물갈퀴가 없지만, 뒷다리에서 발가락의 일부는 물갈퀴가 있는 것이 보통이다. 복부 표면은 검은색과 흰색이고, 큰 얼룩이 있다.

## 생태
다윈코개구리는 곤충과 다른 절지동물을 먹는다. 그것은 천적을 피하기 위해 위장에 의지하고, 천적이 지나갈때까지 죽은 잎처럼 보이는 땅바닥에 눕는다.
암컷 다윈코개구리는 낙엽 한가운데에서 40개의 알을 낳는다. 수컷은 발달중인 배아가 움직이기 시작할 때까지 약 3 ~ 4주 동안 알을 보호하고, 그 다음에 알을 울음 주머니에 넣는다. 알은 약 3일 후 부화하고 ㅅ수컷은 계속해서 자신의 울음 주머니에 올챙이를 넣고 다니면서, 변이가 생길 때까지 난황의 양분과 주머니 벽에 의해 생성되는 분비물을 먹인다. 변이하는 단계에서 새끼들은 수컷의 입에서 벗어나 흩어진다.

## 분포 및 습성
다윈코개구리는 칠레와 아르헨티나에서 발견된다. 그것은 공터와 해발 약 1000m 높이의 숲이 우거진 지역에서 발견된다. 또한 습지와 천천이 흐르는 개울에서 발견된다.

## 보전 상태
다윈코개구리의 개체수는 주로 원시림의 인공림 전환에 따른 서식지 파괴로 빠르게 감소하고 있다. 지구온난화로인한 항아리 곰파이 확산에 의해도 빠르게 감소하고 있다

## 참조
- Strange Breeding: 다윈코개구리